# Luís de Almeida Sampaio

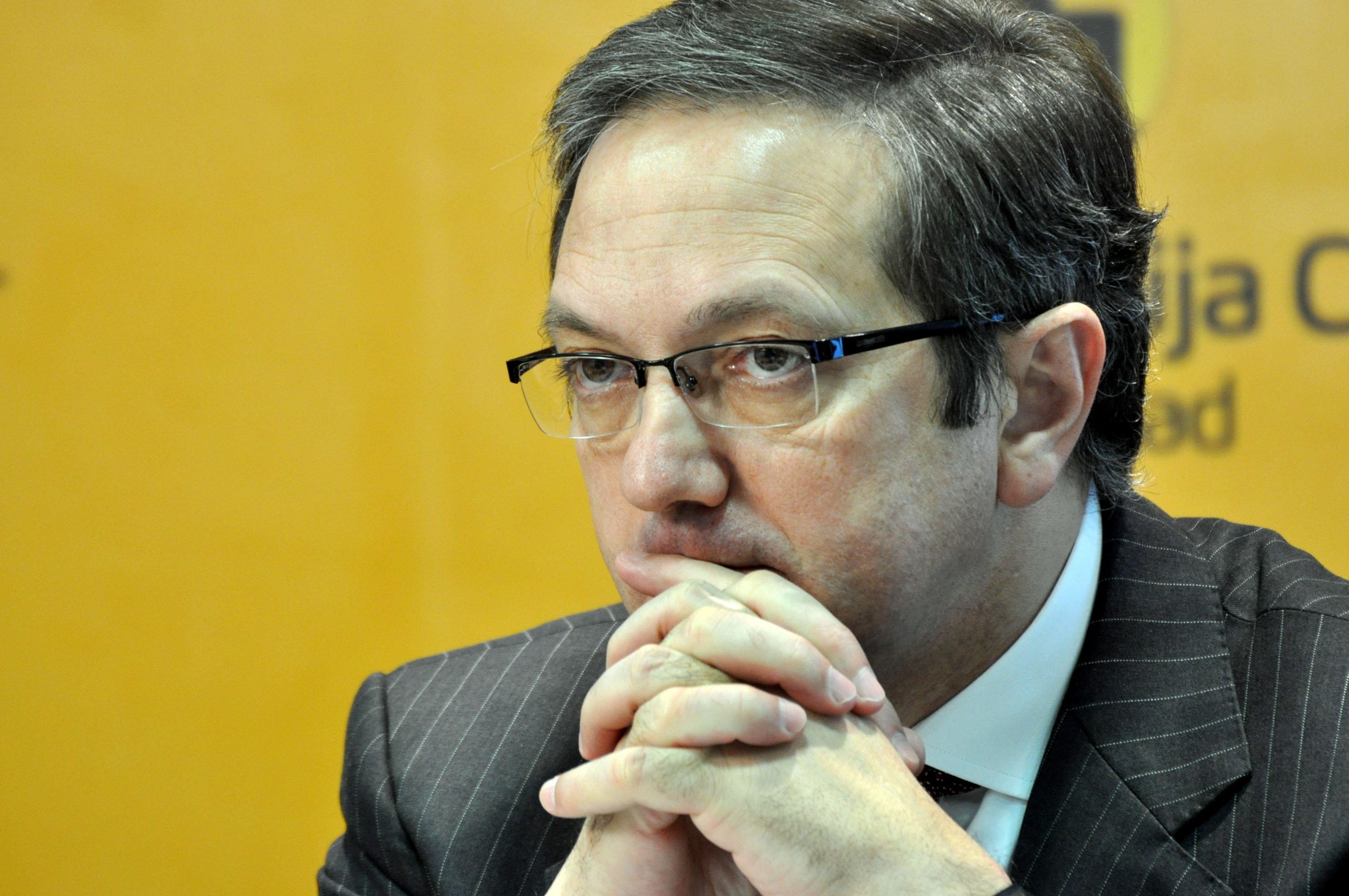

Caetano Luís Pequito de Almeida Sampaio (* 16. Dezember 1957 in Porto) ist ein portugiesischer Diplomat und ehemaliger Botschafter Portugals in Deutschland.

## Leben und Wirken
Luís de Almeida Sampaio studierte Geschichtswissenschaften und Rechtswissenschaften. Seit 1983 im diplomatischen Dienst tätig, gehörte er ab August 1987 der Delegation Portugals bei der NATO in Brüssel an. Von 1990 bis 1993 war er beigeordneter Direktor des Büros des Generalsekretärs der NATO, Manfred Wörner, und zwischen 1995 und 1997 diplomatischer Berater des portugiesischen Europäischen Kommissars João de Deus Pinheiro. Im Anschluss an den Zerfall Jugoslawiens wirkte Luís de Almeida Sampaio als politischer Berater des SFOR in Bosnien und Herzegowina bis 1999 und dann in der portugiesischen Botschaft in Luanda, Angola, bis 2002. Von 2003 bis 2004 war er Präsident des Portugiesischen Instituts für Entwicklungszusammenarbeit und ab September 2004 als Botschafter in Algier, Algerien tätig. Für die Portugiesische Präsidentschaft der Europäischen Union war er 2007 MEPP-Koordinator (Friedensprozess im Nahen Osten) und danach Botschafter in Belgrad ab 2008.
Luís de Almeida Sampaio wurde im Frühjahr 2012 Botschafter Portugals in Deutschland. Er überreichte Bundespräsident Joachim Gauck am 13. April 2012 sein Akkreditierungsschreiben, die nötige Voraussetzung, um als Botschafter für sein Heimatland in Deutschland tätig zu sein, und löste damit seinen Vorgänger José Caetano Da Costa Pereira ab.
Im September 2015 verließ er die Botschaft in Berlin und nahm eine Stelle als Vertreter Portugals im Nordatlantikrat, dem wichtigsten Entscheidungsgremium der NATO, an. Seit Oktober 2019 ist Luís de Almeida Sampaio portugiesischer Botschafter in Prag (Tschechische Republik).